# Pierwszy rząd Bettina Craxiego

Bettino Craxi

Pierwszy rząd Bettina Craxiego – rząd Republiki Włoskiej funkcjonujący od 4 sierpnia 1983 do 1 sierpnia 1986.
Gabinet powstał po wyborach z 1983 do Izby Deputowanych i Senatu IX kadencji. Koalicję utworzyły Chrześcijańska Demokracja (DC), Włoska Partia Socjalistyczna (PSI), Włoska Partia Republikańska (PRI), Włoska Partia Socjaldemokratyczna (PSDI) oraz Włoska Partia Liberalna (PLI). DC pozostawała największym ugrupowaniem parlamentarnym, jednak po słabszym wyniku wyborczym zgodziła się na objęcie funkcji premiera przez lidera socjalistów. Rząd jeszcze w trakcie tej samej kadencji został zastąpiony przez drugi gabinet Bettina Craxiego.

## Skład rządu
- Premier: Bettino Craxi (PSI)
- Wicepremier: Arnaldo Forlani (DC)
- Minister spraw zagranicznych: Giulio Andreotti (DC)
- Minister spraw wewnętrznych: Oscar Luigi Scalfaro (DC)
- Minister sprawiedliwości: Mino Martinazzoli (DC)
- Minister budżetu i planowania gospodarczego: Pietro Longo (PSDI, do lipca 1984), Pier Luigi Romita (PSDI, od lipca 1984)
- Minister finansów: Bruno Visentini (PRI)
- Minister skarbu: Giovanni Goria (DC)
- Minister obrony: Giovanni Spadolini (PRI)
- Minister edukacji publicznej: Franca Falcucci (DC)
- Minister robót publicznych: Franco Nicolazzi (PSDI)
- Minister rolnictwa i leśnictwa: Filippo Maria Pandolfi (DC)
- Minister transportu: Claudio Signorile (PSI)
- Minister poczty i telekomunikacji: Antonio Gava (DC)
- Minister przemysłu, handlu i rzemiosła: Renato Altissimo (PLI)
- Minister zdrowia: Costante Degan (DC)
- Minister handlu zagranicznego: Nicola Capria (PSI)
- Minister marynarki handlowej: Gianuario Carta (DC)
- Minister zasobów państwowych: Clelio Darida (DC)
- Minister pracy i ochrony socjalnej: Gianni De Michelis (PSI)
- Minister turystyki: Lelio Lagorio (PSI)
- Minister kultury: Antonino Gullotti (DC)
- Minister bez teki do spraw koordynowania obrony cywilnej: Vincenzo Scotti (DC, do marca 1984), Giuseppe Zamberletti (DC, od marca 1984)
- Minister bez teki do spraw regionalnych: Pier Luigi Romita (PSDI, do lipca 1984), Carlo Vizzini (PSDI, od lipca 1984)
- Minister bez teki do spraw ekologii: Alfredo Biondi (PLI, do lipca 1985), Valerio Zanone (PLI, od lipca 1985)
- Minister bez teki do spraw koordynowania polityki wspólnotowej: Francesco Forte (PSI, do maja 1985), Loris Fortuna (PSI, od maja do grudnia 1985, zmarł)
- Minister bez teki do spraw służb publicznych: Remo Gaspari (DC)
- Minister bez teki do spraw badań naukowych i technologii: Luigi Granelli (DC)
- Minister bez teki do spraw kontaktów z parlamentem: Oscar Mammì (PRI)
- Minister bez teki do spraw sytuacji nadzwyczajnych w Mezzogiorno: Salverino De Vito (DC)